# Xã Union, Quận Van Buren, Arkansas
Xã Union (tiếng Anh: Union Township) là một xã thuộc quận Van Buren, tiểu bang Arkansas, Hoa Kỳ. Năm 2010, dân số của xã này là 1.497 người.